# Jezdkovice
Jezdkovice (en allemand : Jeschkowitz) est une commune du district d'Opava, dans la région de Moravie-Silésie, en République tchèque. Sa population s'élevait à 248 habitants en 2021.

## Géographie
Jezdkovice se trouve à 9 km à l'ouest-sud-ouest d'Opava, à 42 km à l'ouest-nord-ouest d'Ostrava et à 240 km à l’est de Prague.
La commune est limitée par Velké Heraltice au nord, par Stěbořice à l'est, par Dolní Životice au sud, par Litultovice au sud-ouest, et par Hlavnice à l'ouest.

## Histoire
La première mention écrite de la localité date de 1250. Du 1er janvier 1979 au 31 décembre 1992, la commune de Jezdkovice fut rattachée à Stěbořice.

## Transports
Par la route, Jezdkovice se trouve à 11 km d'Opava, à 45 km d'Ostrava et à 310 km de Prague.